# Albert Bouvet
Albert Bouvet (Melleg, 28 de febrer de 1930 - Essonne, 20 de maig de 2017) va ser un ciclista francès, que fou professional entre 1954 i 1964. Desenvolupà la seva carrera esportiva tant en carretera com en pista, aconseguit victòries en els dos camps. Fou conegut com a Môme Sparadrap", senyor esparadrap.
La seva victòria més destacada fou a la París-Tours de 1956, sent el darrer francès que guanyava aquesta cursa fins que al cap de 42 anys, el 1998, Jacky Durand trencà la sequera de victòries en aquesta clàssica francesa.
En retirar-se del ciclisme professional continuà vinculat a aquest esport, treballant en l'organització de la París-Roubaix, tot localitzant nous trams de pavé, i del Tour de França.
Una cursa disputada entre les viles de Saint-Grégoire i Saint-Georges-de-Reintembault porta el nom de Trofeu Albert-Bouvet.

## Palmarès en ruta
- 1954
  - 1r a la Manche-Océan
  - 1r al Tour de l'Orne i vencedor d'una etapa
  - 1r a Mélesse
  - Vencedor d'una etapa al Circuit de les 6 províncies
- 1955
  - 1r als Boucless del Sena
  - 1r als Boucles du Bas-Limousin
  - 1r a Lanveur
  - Vencedor d'una etapa del Tour del Sud-est
- 1956
  - 1r a la París-Tours
  - 1r al Circuit de Finistère
  - 1r a Larrec
  - 1r a Rostronen
  - Vencedor d'una etapa del Tour de l'Oest
- 1957
  - 1r a Saint Pierre le Moutiers
- 1959
  - 1r a Plougasnou
  - 1r a La Bouexière
  - 1r a Saint-Hilaire du Harcouët
  - 1r a Valognes
  - Vencedor de 2 etapes al Tour de Romandia
- 1960
  - 1r a Pérugné
  - 1r a Scaër
- 1961
  - 1r a Ploerdut
- 1963
  - 1r a Rennes

### Resultats al Tour de França
- 1955. Abandona (3a etapa)
- 1957. 50è de la classificació general
- 1959. Eliminat (13a etapa)
- 1961. Abandona (12a etapa)
- 1962. Abandona (12a etapa)

## Palmarès en pista
- 1957
  -  Campió de França d'hivern de persecució
  - 2n al Campionat del Món de persecució
- 1958
  -  Campió de França de persecució
- 1959
  -  Campió de França de persecució
  - 2n al Campionat del Món de persecució
- 1960
  -  Campió de França de persecució
- 1962
  -  Campió de França de persecució
- 1963
  -  Campió de França de persecució